# Zakaria Ahmed
Zakaria Ahmed (en arabe : زكريا أحمد), né en Égypte le 6 janvier 1896 et mort au Caire le 14 février 1961 , est un musicien, compositeur et chanteur égyptien. Il est considéré comme un des piliers de la renaissance de la musique arabe au XXe siècle.

## Biographie
Né en Égypte de mère turque et de père égyptien du Fayoum, il étudia à Al Azhar. Il apprit la musique et le chant (notamment le chant el inchad auprès des cheikhs Ali Masmud, Ismaïl Sakker et Ahmed Mada et commença à travailler auprès de Sayed Moussa, Dérouiche Al Harriri et Ismaïl Sakker . Il fréquentait aussi les moulids et connaissait la pratique soufie du zikr.
Entre 1919 et 1929, il composa des taqātīq qui étaient renommés. L'après-guerre libéra le chant léger en même temps que le phonographe permit la diffusion d'artiste tels que Abdelhay Helmy, Zaki Mourad, Salah Abdelhay, Abdelatif El Banna et Sayed Dérouiche.
Il composait des adwar, des muwashshahs et des opérettes sur des textes de Badii Khairi, Amine Sedky, Mohamed Essayed, Gabriel Agfa, Ahmed Zaki et Bayram Ettounsi. Il travaillait aussi pour le cinéma et participa au premier film sonore égyptien, La Chanson du cœur.
Il fit plusieurs enregistrements de chants au disque et composa des pièces pour Oum Kalthoum.
En tout, il aurait composé 1070 mélodies, 56 opérettes et 191 musiques de films.